# Victims of Death (Possessed)
Victims of Death è una raccolta del gruppo thrash death metal statunitense Possessed, pubblicato nel 1992.

## Tracce
1. The exorcist – 4:52
2. Pentagram – 3:34
3. Swing of the Axe – 3:10
4. March to die – 3:12
5. Death metal – 3:15
6. The eyes of horror – 3:16
7. Fallen angel – 3:58
8. Burning in hell – 3:10
9. Beyond the gates – 2:55
10. Seven churches – 3:14